# Mycobacterium leprae
Mycobacterium leprae (tudi Hansenov bacil), je bakterija, ki povzroča gobavost. Gre za grampozitiven, aeroben, acidorezistenten in alkoholorezistenten bacil, obdan z voskasto ovojnico, značilno za rod mikobakterij. Po obliki in velikosti je zelo podobna Mycobacterium tuberculosis. 
Leta 1873 jo je odkril norveški zdravnik Gerhard Armauer Hansen, ki je proučeval kožne spremembe gobavcev. Tako je postala prva bakterija, za katero so dokazali, da povzroča bolezen pri človeku.